# Sigrid Onégin
Elisabeth Elfriede Émilie Hoffmann (1er juin 1889 – 16 juin 1943) est une contralto franco-allemande qui a fait une carrière internationale avant la Seconde Guerre mondiale.
Elle chante d'abord sous son nom de jeune fille, Lilly Hoffmann. Après son mariage fictif avec la pianiste et compositrice russe Agnes Elisabeth Overbeck (de), sous le pseudonyme de Baron Onégin, elle chante brièvement sous le nom de Lilly Hoffmann-Onégin avant celui de Sigrid Onégin, le nom par lequel elle est devenue célèbre.

## Biographie
Elle est née à Stockholm en Suède, en 1889, d'un père allemand et d'une mère française. Elle grandit à Paris. Après le divorce de ses parents, elle et sa mère déménagent à Wiesbaden. Elle soutient sa mère et ses deux jeunes frères en travaillant comme secrétaire, aide ménagère et interprète et pour payer les frais pour ses premières leçons de chant.
Lilly Hoffmann rencontre Ella Overbeck, accompagnatrice au piano de Clara Butt et des élèves de Manuel Garcia junior, lors d'une audition au conservatoire Spangenberg de Wiesbaden. Ella s'occupe de sa formation vocale et l'accompagne également au piano. Elles entretiennent une relation.
Ses débuts à l'opéra ont lieu à Stuttgart, invitée par Max von Schillings, en octobre 1912, où elle apparaît dans le rôle de Carmen. Elle rejoint l'Opéra de Stuttgart en 1912.
Elle étudie avec Cavaliere di Ranieri  à Francfort , avec Weiss  à Munich et à Milan, et suit également des cours de chanteuses célèbres de la génération précédente Lilli Lehmann et Margarethe Siems.  
Le 25 janvier 1913, Lilly Hoffmann épouse Agnes Elisabeth Overbeck, sous le pseudonyme de Baron Eugen Borisowitsch Lhwoff-Onégin, à Londres,. De 1912 jusqu'à la mort d'Ella, en novembre 1919, elles vivent ensemble à Stuttgart. Lilly cache son "mari russe" aux autorités jusqu'à ce qu'Ella soit dénoncée et arrêtée en 1916. Grâce à ses relations, Lilly réussit à la faire libérer.
Elle rejoint l'Opéra de Munich en 1919. Elle épouse, en 1920, son deuxième mari le médecin allemand Fritz Penzoldt qu'elle a rencontré à Munich.
De 1920 à 1931, elle est membre de la troupe du Städtische Oper de Berlin où elle chante dans une reprise de Carmen avec Lotte Schöne et Ludwig Hoffmann en 1930, le rôle titre dans Samson et Dalila en 1931 :
« Chant et jeu s'unissent chez Mme Sigrid Onegin au même degré de perfection... C'est une splendeur et en même temps d'un aplomb scénique trop rare ici, et d'un relief exceptionnel, sachant faire valoir le moindre sentiment de ce rôle à la fois décoratif et sensuel. Mme Onegin, dont le mezzo est peut-être le plus beau d'Europe, nous donna ces dernières années avec le même éclat : Brangaine, Carmen, Fidès du Prophète, et elle est Dalila elle-même dans toute l'harmonie de chant et de jeu. Sans aucune exagération, voici la première fois que j'ai entendu Dalila avec cette frémissante passion, que certaines interprètes du rôle ont cru devoir muer en nostalgique sentiment. Mme Onegin, au deuxième acte, joue sans arrêt ; elle est l'interprète de la phrase musicale avec un exquis sentiment. Et ses tessitures sont d'un brio qui enthousiasme toujours davantage. »
— Emmanuel Carry dans Le Ménestrel, juin 1931
. 
En 1922, elle part pour les États-Unis où elle fait ses débuts à Carnegie Hall lors d'un concert de l'Orchestre de Philadelphie dirigé par Leopold Stokowski. Ce n'est qu'en novembre 1922 qu'elle fait sa première apparition au Metropolitan Opera dans le rôle d'Amneris d'Aida. Ses partenaires sont Elisabeth Rethberg qui débute aussi et Giovanni Martinelli. Elle a également chanté Brangäne et Fricka. En tant que récitaliste, elle se produit en Amérique jusqu'en 1938.  
Ses débuts à Covent Garden ont lieu le mai 1927 quand elle chante Fricka de Die Walküre. De 1931 à 1935, elle travaille également avec le Stadttheater de Zurich. Elle apparait à l'Opéra de Paris, au Staatsoper de Vienne, à Covent Garden, chantant Amneris ainsi qu'une variété de rôles Wagnériens, à Mannheim où au cours d'une représentation de Carmen, le ténor joue son rôle avec tant de fougue qu'au quatrième acte, il la précipite par terre et, à demi étranglé, Sigrid Onégin qui a perdu connaissance doit être transportée dans une clinique. 
Elle est très recherchée pour les concerts. Elle chante à la salle Pleyel, en 1927, 1928 et 1929, dans les concerts de la 
Société philharmonique de Paris. Elle est engagée en Hollande pour la saison 1931-1932. Elle chante Orfeo de Orphée et Eurydice de Gluck en 1931 et 1932 au festival de Salzbourg, refuse son concours à celui de 1933 pour des raisons politiques et apparaît au festival de Bayreuth en 1933 et 1934 dans les rôles de Fricka, Waltraute et Erda.
« Sigrid Onegin possède toutes les qualités requises pour réaliser un magnifique Orphée voix splendide particulièrement étendue, avec un aigu facile et éclatant, et un grave étoffé sans être jamais forcé, une diction excellente, un jeu simple, de belles attitudes, une grande variété dans le chant... magnifique réalisation du personnage d'Orphée... »
— Paul Landormy, sept. 1932
.
On a dit qu'Onegin possède la plus belle voix de contralto jamais entendue depuis Ernestine Schumann-Heink, qui a été une star de l'âge d'or de l'opéra (la période entre les années 1880 et la Première Guerre mondiale). Le chant de Onégin est célèbre pour la richesse de son ton, sa souplesse, sa taille et sa technique de coloratura experte. Elle possède aussi une très large gamme vocale. Selon Stephan Hörner (de), Onegin avait l'une des voix d'alto les plus expressives et sophistiquées du XXe siècle.
Elle a réalisé un nombre impressionnant d’enregistrements de 78 tours au cours de ses débuts qui ont été rééditées sur CD.
Sa dernière apparition en concert a eu lieu aux États-Unis en 1938. Elle est morte à Magliaso, en Suisse en 1943.

## Créations à l'opéra
- Onegin a créé le rôle de la nymphe Dryade dans Ariadne auf Naxos[16],[17].

## Rôles notables
- Orfeo (Orphée et Eurydice)
- Eboli (Don Carlos)
- Fidès (Le Prophète)
- Erda (Das Rheingold Et Siegfried)
- Lady Macbeth (Macbeth)
- Fricka (L'Or Du Rhin Et La Walkyrie)
- Waltraute (La Walkyrie Et Le Crépuscule Des Dieux)
- Brangäne (Tristan und Isolde)
- Amneris (Aida)
- Orsini (Lucrèce Borgia)